# Susanna Lee
Susanna Lee (30 maart 1966) is een tennisspeelster uit Zuid-Korea.
In 1984 nam zij voor Zuid-Korea deel aan de Olympische zomerspelen van Los Angeles.